# Trichopothyne strandiella
Trichopothyne strandiella är en skalbaggsart som beskrevs av Stefan von Breuning 1942. Trichopothyne strandiella ingår i släktet Trichopothyne och familjen långhorningar. Inga underarter finns listade i Catalogue of Life.